# یواس‌ای جت ایرلاینز
یواس‌ای جت ایرلاینز (به انگلیسی: USA Jet Airlines) یک شرکت هواپیمایی با کد یاتا UJ است که در ۱۹۹۴ میلادی تأسیس شده‌است. دفتر مرکزی یواس‌ای جت ایرلاینز در فرودگاه ویلسون ران واقع شده‌است و قطب این شرکت هواپیمایی در فرودگاه ویلسون ران قرار دارد.